# Dzhigli
Dzhigli là một ngôi làng thuộc vùng Quba của Azerbaijan.
Người ta nghi ngờ rằng ngôi làng này đã trải qua một sự thay đổi tên hoặc không còn tồn tại, vì không có trang web nào đề cập đến nó dưới tên này Azerbaijan.